# Oued Taourira
Oued Taourira (în arabă وادى تاوريرة) este o comună din provincia Sidi Bel Abbès, Algeria.
Populația comunei este de 1.249 de locuitori (2008).